# ニクソン大統領の中国訪問

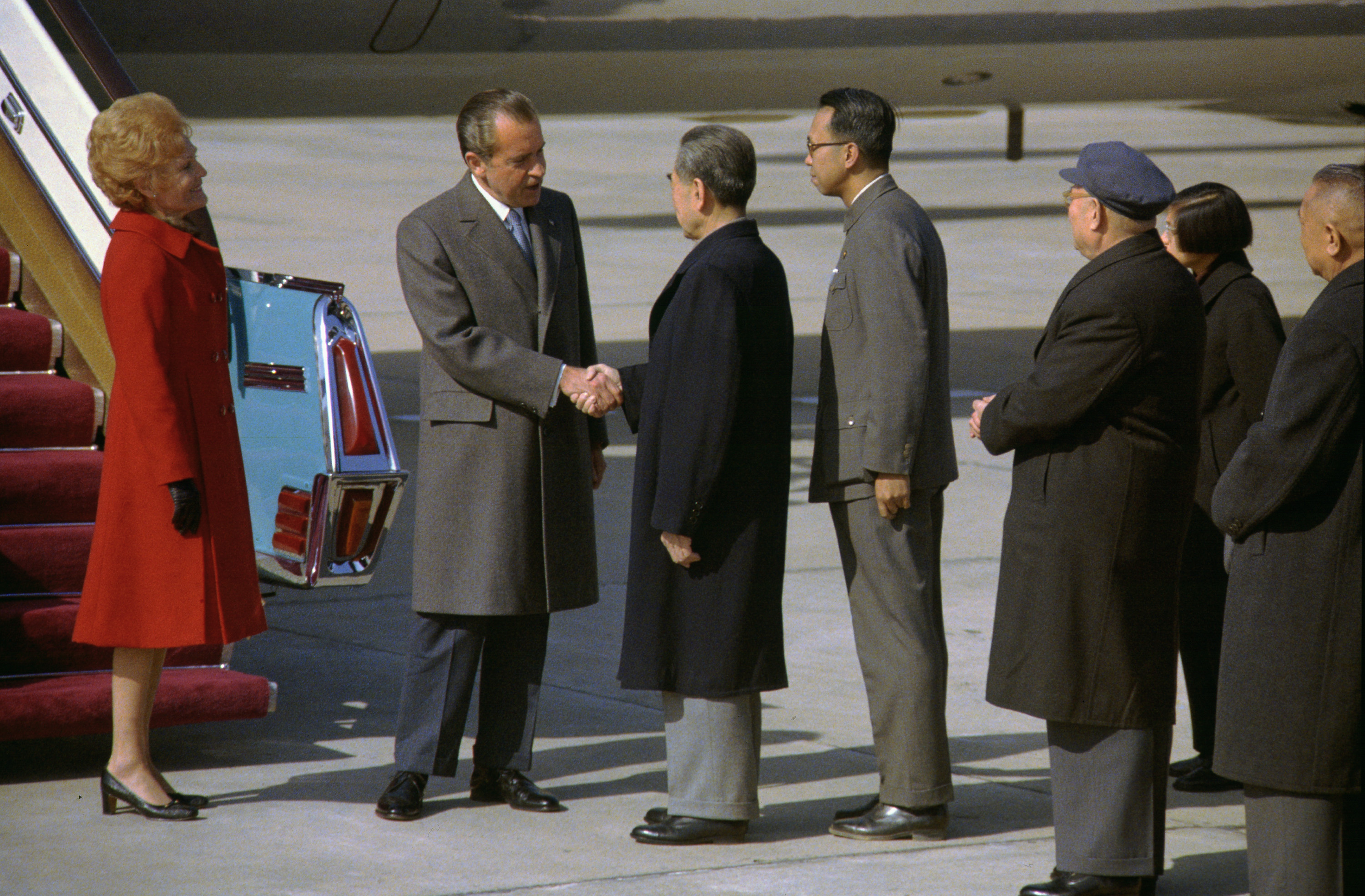
北京空港に到着直後、大統領専用機から降りて周恩来国務院総理と握手するニクソン大統領。この模様はテレビで全世界に同時中継された。

ニクソン大統領の中国訪問（ニクソンだいとうりょうのちゅうごくほうもん）は、1972年2月21日にアメリカ合衆国大統領リチャード・ニクソンが中華人民共和国を初めて訪問し、毛沢東中国共産党主席や周恩来国務院総理と会談して、米中関係をそれまでの対立から和解へと転換して第二次世界大戦後の冷戦時代の転機となった訪問である。また、前年の1971年7月15日に、それまで極秘で進めてきた米中交渉を明らかにして、自身が中華人民共和国を訪問することを突然発表して世界を驚かせたことで、「ニクソン・ショック」と呼ばれている。また、「ニクソン中国に行く」という政治用語も生まれた。

## 概説

### 戦後の東西対立
第二次世界大戦後、ヨーロッパは東西対立で冷戦を迎えていた。一方アジアでも、中国大陸、朝鮮半島、ベトナムで対立した結果それぞれで分断国家が誕生した。中国大陸では日中戦争の時期に中華民国の中国国民党と中国共産党とが国共合作で共同戦線を張ったが、日本の敗戦で日本軍が去った後に国共内戦が始まり、やがて中国共産党が勝利して、台湾島に逃れ1987年まで戒厳体制を敷いた中華民国と、中華民国から分かれ、中国共産党の国家として1949年10月1日に北京を首都に成立した中華人民共和国と2つの国が存在することになる。

中華民国はアメリカ合衆国を筆頭とする資本主義陣営に属し、中華人民共和国はソビエト連邦を筆頭にした共産主義陣営に属して、多くの国は中華民国は承認するが中華人民共和国は承認しない状態が続き、中華人民共和国はアメリカ合衆国をはじめとする西側諸国と冷戦を背景に対峙する関係にあった。特に1950年6月25日に勃発した朝鮮戦争では、中国人民志願軍（抗美援朝義勇軍）をアメリカ軍と大韓民国国軍を主体とした国連軍相手に派遣した戦争の相手国であった。米中双方は戦場において戦い、互いに多くの死傷者を出し、そのために和解できない敵対関係になった。

### 中ソ対立
中国とソ連は同じ共産主義を目指す国家で、ソ連は共産主義陣営の盟主であり、後発の中国も大戦を大きな犠牲を払いながら勝ち抜いた点は共通していた。しかし、当初の段階においても関係は必ずしも円満と言い切れるものではなかった。ただ、ヨシフ・スターリンがソ連の指導者だった時代の両国は、強固な同盟関係（中ソ友好同盟相互援助条約を1950年に締結）と西側から見られ、日米安保体制も中ソ同盟を前提として成り立っていた。しかし1953年のスターリンの死後に指導者となったニキータ・フルシチョフは1956年にスターリン批判をおこない、中国側は不快感を抱く。さらに平和共存外交を展開した時期から中ソ間に外交や共産主義運動の方針をめぐって不協和音が生じ、やがて1960年代に入ってから、それまで曲がりなりにも友好関係を維持してきた中ソ間に深刻な衝突が起こり、中華人民共和国はソビエト連邦とは袂を分かち、独自路線を歩んでいった。
1960年代には中国やフランスが独自の外交を展開したことで、国際関係は単純な東西対立とは異なる状況に進んだ。この時期にはアメリカはベトナム戦争を抱え、1960年代後半にはソ連の「衛星国」だったチェコスロバキアで自由化を求めるプラハの春が起き、両国の覇権が脅かされた。一方中国では1966年から始まった文化大革命で国内が混乱し、中国外交は硬直した状態が続いていた。そんな中で1969年3月に中ソ国境付近のウスリー河の中州にある珍宝島(ダマンスキー島)で国境線をめぐる武力紛争が起こり、中ソ対立がやがて戦争状態に突入することが懸念されるほど緊張した状況が生まれた。この時には中国はアメリカを帝国主義として批判し、ソ連を修正主義として批判していたが、前年のチェコの自由化の動きをソ連が戦車で圧倒してから主要な敵はソ連と考えるようになった。

### 米国の対中政策の見直し
1965年からのアメリカのベトナムへの軍事介入は、それまでの対中封じ込め政策の帰結でもあったが、やがて泥沼化して収束の見通しが困難になると対中政策の根本的な再検討を迫られることになった。1966年に上下両院の外交委員会で中国問題に関する公聴会が開かれてH・J・モーゲンソーやA・D・バーネットらの国際政治学者や中国問題専門家から中国政策の転換の必要性が指摘された。
ニクソンが大統領選挙に当選する前の年1967年、「フォーリン・アフェアーズ」誌に「中国のような巨大な領土と人口を持つ国を国際社会で孤立させておくことはできない」と述べて、それまで反共の闘士で有名だっただけに大きな驚きをもって受け止められている。

### 米中接近

#### 毛沢東への四元帥報告
ニクソンが大統領に就任した1969年、中ソの緊張状態は夏から秋にかけて最も戦争の危険性を孕んでいた。中国の毛沢東は慎重に情勢を見極める中で、当時の人民解放軍の中華人民共和国元帥の10人のうち、文革で一時失脚して地方に送られた陳毅・聶栄臻・徐向前・葉剣英の「四元帥」に中国の今後の戦略的課題の分析を行うよう指示した。しばらくしてまとめられた報告書ではソ連がすぐに攻めてこない理由として国内での支持の弱さ、兵站の問題と合わせて米国の姿勢への疑念を上げて、「二頭の虎が戦う様子を山頂に座って眺めている」という中国のことわざを使った。この時はまだ大胆な政策転換をめざしたものではなかった。しかしこの当時毛沢東は彼の医師との会話の中で「我々の祖先は近隣諸国と戦う際には遠方の国々と交渉することを勧めなかったか」と語っていた。1969年5月に毛沢東は再び陳毅・葉剣英ら「四元帥」にさらなる検討を指示したところ、6月から7月まで6回の座談会で「戦争情勢についての初歩的評価」を周恩来に提出し、以後7月末から9月中旬までの10回の座談会で「当面の情勢についての見方」の報告を提出した。この中で「四元帥」の議論は「中国がソ連の攻撃を受けた場合に米国カードを使用すべきか否か」という点に議論が集約され、陳毅は第2次大戦直前のヒトラーとスターリンの例を、葉剣英は魏呉蜀の三国時代の諸葛亮の例を出して、毛沢東が同盟関係の逆転につながる戦略的ひらめきを得るために先人たちを調べるように勧めた。しかも「ソ連修正主義者が中国への侵略戦争を開始するかどうかは、米帝国主義者の姿勢にかかっている」として、中国と米国とソ連の三大国の相互関係を分析して、中ソの矛盾は米中の矛盾より大きい、米ソの矛盾は中ソの矛盾よりも大きい、すぐに反中戦争が起こる可能性は少ない、しかし米中でソ連を牽制することが肝要で米国との大使級会談の再開を進言して、陳毅はまた補足で大使級会談を閣僚級会談に引き上げるべきで、そのために台湾返還の問題などは前提条件にすべきではないとまで書き入れていた。
米国にとって、もし中ソが戦った場合にソ連が勝って米国以上に大帝国になることが一番望ましくないことであり、傍観者の立場に限定することはなく、しからば中国は米国と接触することが中国の防衛には必要なことであるということであった。これは毛沢東がその時考えていたことではあったが、文革派の勢いが強かった1969年当時では毛沢東でさえ党内強硬派に配慮せざるを得なかった。

#### アメリカの戦略見直し
一方、ベトナム戦争の泥沼に嵌まり込み、国内から強い批判を浴びて、再選出馬を断念した民主党のジョンソン大統領の次に、1968年アメリカ合衆国大統領選挙で当選して大統領に就任した共和党のニクソン大統領は、アメリカ軍のベトナム戦争からの名誉ある撤退を選挙で公約しながらもその後北ベトナムとの対話が進まず、兵力を漸次縮小はしていたがカンボジアやラオスに侵攻するなど、インドシナでの戦争を逆に拡大させ、また国連総会で中華民国の議席を守る方針を朝鮮戦争後ずっと続けてきたが、1970年秋の国連総会で中華民国政府を国連から「追放する」（代表権を剥奪する）問題を重要事項に指定する決議案が否決され、中華人民共和国の加盟を認めるアルバニア決議案が多数となり、アメリカ外交の以後の戦略の見直しを模索していた。
ニクソンは単にベトナム戦争からの撤退だけを考えていたわけではない。ただ撤退するだけでは戦後築き上げた世界最強国家としてのアメリカの威信や自由世界の守護神としての重要な位置を失うだけであった。「戦争を終わらせると同時に戦後の国際秩序を一つ一つ構築していくうえでアメリカが力強い役割を果たす」ことが重要であり、こうした考え方の中でアメリカにとって中華人民共和国は「重要な役割を果たすパートナー」として、長期的な平和の見取り図が提示できると考えていた。中ソが緊張関係にあった1969年8月の国家安全保障会議でニクソンは「もし中国が中ソ戦争で粉砕されればアメリカの国益に反する」という主張をしており、ほぼ同時期に米中の最高首脳はまったく同じ方向で外交政策の見直しを行っていた。

#### ワルシャワでの米中接触
端緒はワルシャワでの大使級会談であった。実は中華人民共和国が誕生してから米中は20年間ワルシャワで細々と大使級会談を行っていた。これらの会談は何度も中断することがあったものの、それでも当時の米中間のチャンネルとしては唯一のものであった。文革後、1967年3月から中断していた米中大使級会談が1970年1月20日にようやく再開して若干の進展を見せた。それは「両国の緊張を緩和して抜本的に関係を改善するために他のチャンネルを通じた会談を検討する用意がある」と中国側が明らかにしたことであった。このシグナルは現場でのアメリカ側の交渉担当者には読めなかった。そして2月20日の「第136回会談」の後に5月20日に行う予定が直前でのアメリカのカンボジア侵攻でキャンセルされて失敗に終わったと外交関係者は見ていた。この時期は3月にカンボジアでノロドム・シアヌーク元首が追放されて、アメリカの援助を受けてロン・ノル政権が実権を握り、その後5月に南ベトナムからカンボジアに侵攻してホーチミン・ルートを攻撃して中国との対話が凍結された状態になった。

#### パキスタン経由の周恩来書簡
これより前の1969年7月から8月にかけてニクソン大統領がアジア・ヨーロッパの国を訪問した時にパキスタンのヤヒヤー・ハーン大統領とルーマニアのニコラエ・チャウシェスク大統領に自分が中国指導者との交流を求めている旨の伝言を依頼していたが、その後1970年12月8日になってパキスタン大使がホワイトハウスに周恩来からの書簡を持ってきた。内容はパキスタンを通じてのメッセージを受け取った旨を明らかにして特使の派遣を留意するというものであった。この中には、首脳から首脳を通じて首脳に宛てた最初のメッセージなので回答したこと、この件については毛沢東と林彪の承認を得ていること、台湾の立ち退きについて話し合うため特使を北京に招待することが書かれてあった。そしてルーマニアからも1か月後に同じメッセージが届いた。周恩来がパキスタン経由が万一の場合を想定してルーマニア経由も使ったとキッシンジャーは理解した。しかもルーマニア経由の文章にはニクソン大統領を招待する内容があったが、アメリカはルーマニア経由で特使派遣を承諾する旨(大統領の訪問は触れず)の返事を送った。キッシンジャーはこの時に周恩来からのメッセージに台湾問題はあったがベトナム戦争に触れていないことに注目していた。
1970年8月23日～9月6日にかけて開かれた中国共産党中央委員会総会(第九期二中全会)で毛沢東の支持を得た周恩来が林彪を抑えて対米接近路線を勝ちとっていた。この後に積極的なサインを米国に送り始める。毛沢東は10月の国慶節にエドガー・スノーを招待して12月に「ライフ」誌に「ニクソンの訪中を歓迎する」という毛沢東のインタビュー記事が掲載され、周恩来首相はまた10月にパキスタンのヤヒア・カーン大統領、11月にルーマニアの副首相と会っており、少なくとも米中間での意思疎通が図られていたことになる。しかし年明けになるとしばらく中国側の動きが止まった。
1971年2月にアメリカは外交教書で初めて「中華人民共和国」の国名を使用して、さらに3月に貿易及び人的交流の制限を緩和するなど関係改善を目指した行動をとった。ただこの間は中国からの反応は無かった。これはちょうどこの時にアメリカは前年のカンボジア侵攻に続いてラオスにも侵攻作戦を展開した時期であった。両国とも最高首脳のごく一部しか知らない極秘での動きであっただけに、どちらも慎重な動きが必要で、かつ国内での動きに敏感であった。

#### ピンポン外交
そして3月に入ってから、翌月に日本の名古屋で開催される世界卓球選手権大会に中華人民共和国から選手を派遣するかどうか中国国内で論議されていたが、周恩来は参加することで結論を出して、文化大革命が始まって以来久しぶりに中国選手団が大会に出場した。その時にアメリカの卓球選手団が自ら中華人民共和国を訪問したいと提案があり、中華人民共和国の代表団も本国に連絡して結論を待つこととなった。これに対して外交部が消極的な姿勢で断る方向で検討していたが、毛沢東が最終的に受け入れる結論を出して、アメリカの卓球選手団を大会後に中国側が招待するといういわゆる「ピンポン外交」が展開された。これがアメリカ側のメッセージに対する回答であった。そして4月21日付けの正式な親書がパキスタン経由でホワイトハウスに届き、周恩来から特使の受け入れについて了解する旨の表明であった。その特使についてはキッシンジャー補佐官かロジャーズ国務長官、あるいは大統領本人をという内容で、関係回復の条件として台湾からの米軍撤退のみ言及して台湾復帰には言及していなかった。

#### ニクソンが招待受諾
この頃には、アメリカ政府内でも周知の事実になりつつあり、キッシンジャーは機密保持に苦心するようになった。ワルシャワでの会談が再開されて秘密裏の交渉が重ねられるごとに、毛沢東と周恩来は党の極左派(親ソ派)、反米派を説得しなければならず、ニクソンとキッシンジャーは親ソ派、親台湾派、右派の反対に配慮しなければならなかった。そんな中で5月10日に周恩来宛てにニクソン招待を受諾することと、その前に準備のため特使(キッシンジャー補佐官)を極秘に派遣することを伝えた。一方周恩来は毛沢東と連携して5月26日に党政治局会議を開き、政治局のために「中米会談に関する報告」を起草し、29日に採択されて毛沢東と林彪に報告して裁可を受けた。その後5月29日に親書を再度送り「毛沢東を代表して正式にニクソン訪中を招請してキッシンジャーが秘密裏に中国を訪問して必要な各種準備作業を行うことを歓迎する」旨の返事が6月2日に届いた。キッシンジャーはこの時に林彪の名前がこの連絡から無くなっていたことを殆ど注意を払わなかった。1971年6月3日の公式行事(ルーマニア代表団との接遇)以降、林彪の姿は見えなくなった。

### ニクソンとキッシンジャー
わずか1年足らずの間に米中の外交は和解不可能な紛争から大統領の訪問準備のために大統領特使が北京を訪問するまでに進展した。しかしガラス張りにすると、特使派遣は米政府内での複雑な決裁手続きが必要で、また利害が絡む他国からの協議要請を招き、そのことで中国との関係改善の展望を台無しにしてしまう恐れがあった。これは政権内部に対しても同じでニクソン政権では、ロジャーズ国務長官でさえキッシンジャー極秘訪中は知らされておらず、国務省は全く蚊帳の外であった。ニクソン大統領はアイゼンハウアー政権下で副大統領として8年間の外交経験を積み(副大統領時代に訪ソした時にフルシチョフとの台所論争は有名である)、かつ反共主義者の立場でありながら意外に柔軟で現実的な外交感覚を持っていた。そのニクソンが政権につくと同時に外交問題のエキスパートとして選んだのが、共和党内の政敵であったロックフェラーの外交顧問をしていた当時ハーバード大学教授のキッシンジャーで、これは意外な人事と言われた。キッシンジャーはいわゆる力の均衡論者で、イデオロギー的な外交を嫌い冷徹なまで国家間の力の均衡を保つことに腐心し、また国務省などの専門の外交官を嫌い、徹底した秘密保持と個人的なルートを重んじるタイプであった。脱イデオロギー的な地政学、バランスオブパワーという考え方は当時は国民も外交官もなじみがなく、アメリカ外交の主流を占める考え方ではなかった。ニクソンもキッシジャーもグローバルな力関係の全体像を把握する能力には優れていた。
キッシンジャーは中国の姿勢について専門家が間違っていること、特に中国がソ連の脅威を最大の関心事としていること、中国が米国にアジアに留まってもらいたいと必死に望んでいたことを彼らは見抜けなかったと指摘して、ベトナム戦争の処理と合わせてアメリカの力を誇示して国際外交の場でアメリカの主導権を確保するための政策として、米ソ中の三極構造を視野に米中の関係正常化に動くことは、ニクソンにとってもキッシジャーにとっても至極当然のことであった。

### キッシンジャーの極秘訪中
訪中は全く秘密裏に行う必要があった。そのために今回の各国の訪問はサイゴン、バンコク、ニューデリー、そしてパキスタンのラウルピンディを経由するルート(その後はパリでの北ベトナムとの会談が予定されていた)で、「退屈で無味乾燥で、メディアが動きを追跡することを諦めるように仕組まれた訪問」であった。そしてラウルピンディで≪突然病気になって48時間治療に専念するため休息する≫こととなった。どこへ行ったか。行き先を知っていたのはニクソンとアレクサンダー・ヘイグ副補佐官だけであった。
1971年7月9日に密かにヘンリー・キッシンジャー大統領補佐官がパキスタン経由で北京を訪問した。乗ってきた飛行機はパキスタン大統領専用機で、アメリカ側からキッシンジャーを含めて5人の中核グループと他に米当局者の一団が乗り、しかもこの飛行機には出発したイスラマバードから英語を話す中国外交官が5人乗ってきた。その中には毛沢東の兄弟の孫娘になる王海容、アメリカ・ブルックリン生まれの有能な通訳の唐聞生が含まれていた。北京空港で出迎えたのは葉剣英軍事委員会副主席で1969年に毛沢東の指示で中国のその後の戦略的課題の分析を行い、米国との対話推進を訴えた「四元帥」の1人であった。
そして周恩来首相と、その日の16時30分から23時20分の7時間と翌日正午から18時30分までの6時間にわたって会談を行った。冒頭に周恩来が一行に歓迎の意を表す前に「本日の午後には、特別ニュースがあります。あなたが行方不明になりました。」とキッシンジャーに語っている。キッシンジャーが心がけたのは十分な信頼関係を築くことであった。それはまた周恩来も同じであった。実は両者ともこの秘密会談を行うことで一定のリスクを負っていることに留意していた。仮にまとまらず不十分なもので終われば、両者とも政治的に苦しい立場に立たされるということであった。すぐに両国が友好関係とまではいかなくても戦略的協力関係を結ぶところまで持っていくことが目標であった。後に10月の2回目の訪中の時に両者が会談した際に出た言葉が相互信頼と相互尊重であった。この最初の長時間の会談で2人は相互に感銘と個人的信頼を築いた。この会談の出席者は米国側がキッシンジャー、ジョン・ホルドリッジ、ウインストン・ロード、リチャード・スマイザー。キッシンジャー以外はいずれも国家安全保障会議スタッフであった。中国側は周恩来、葉剣英、黄華(駐カナダ大使)、章文晋(外交部西欧米州局長、彼は往路の飛行機の同乗者)、熊向暉(総理秘書官)、王海容(儀典局副局長、彼女も同乗者)、他に通訳が唐聞生(彼女も同乗者)と翼朝鋳。周恩来との会談では、台湾、インドシナ、日本、北朝鮮、ソ連、南アジア、大統領訪問、米中の今後の連絡方法などで突っ込んだ話し合いを行い、後に葉剣英とで今後の連絡方法について簡単な話し合いがもたれた。最大の問題は台湾とインドシナであった。
懸案であった台湾の問題について、すぐに解決すべき問題としてではなく、米軍の台湾からの撤退はインドシナでの戦争が解決したらという条件付きにすること、また中華人民共和国が唯一の合法政府であることについては、当時の米国国内の事情を鑑みながら「1つの中国」という概念を段階的に受け入れて中国がその実行時期について柔軟な姿勢を示すという過程で始めることで合意した。キッシジャーは巧みに台湾とインドシナの問題をリンクさせて周恩来も一定の理解を示したことになる。日本や南アジアについて率直な意見交換があり、周恩来の佐藤首相に対する厳しい意見も出て、また日米安保条約についてキッシンジャーから日本の軍事力を抑えるためにあるという意見が出されている。
2日目の最後に両国が発表する文書の草案作りについての検討に入って、時間が無くなったので、22時以降に宿舎で協議に入ったが夜には完成できず、翌日の午後ぎりぎりで毛沢東の最終承認で完成させた。その理由はどちらも相手側が招待に熱心であったように見せたかったことで文面が決まらなかったという。結局どちらが主導したかという問題を避けてニクソンに訪中の希望があるという情報を得て周恩来が招請するという文章にすることで決着した。「我々の発表は世界を揺るがすだろう」と周恩来はキッシンジャーに語った。この会談でキッシンジャーは周恩来について強烈な印象を持った。彼は後に回想録で「およそ60年間にわたる公人としての生活の中で、私は周恩来よりも人の心をつかんで離さない人物に会ったことはない」と語っている。

### 電撃発表
そしてパリでの北ベトナムとの会談を経て7月13日にキッシンジャーは帰国し、すぐに当時カリフォルニア州のサンクレメンテにあった「西のホワイトハウス」でニクソン大統領に説明後、7月15日21時から全米のテレビで大統領は、7月9日から極秘にキッシンジャー補佐官を中国に派遣して周恩来首相と会談し、両国関係の正常化を模索し、かつ双方がともに関心を寄せる問題について意見を交換するために、大統領自身が中華人民共和国を翌年5月までに訪問すると発表し、この電撃的な発表は世界をあっと驚かせた。これが直後からニクソンショックと言われて戦後の外交史に残ることとなった。その後、10月に再度キッシンジャーが北京を訪問して周恩来と会談して共同コミュニケの草案作成に入り、翌1972年1月にヘイグ副補佐官らが衛星放送の中継の打ち合わせを含めて事前の最後の調整を行った。

#### 日本への連絡
当時西側でもっとも衝撃を受けたのは日本であった。この時点でイギリス・フランス・イタリア・カナダはすでに中華人民共和国を承認しており、西独と日本は未承認で特に日本は中華民国との関係が深く、まさに寝耳に水であった。しかもニクソンは別の理由から日本への事前連絡をしなかった。当時ニクソン大統領は日米繊維問題で全く動かない佐藤首相に怒っていたと言われていて、国務省は1日前に前駐日大使だったウラル・アレクシス・ジョンソン国務次官を日本に派遣しようとしたがニクソンは反対して、ジョンソン次官は急遽ワシントンに駐在している駐米大使の牛場信彦に声明発表のわずか3分前で電話連絡で伝えた。その時、牛場大使は「《朝海の悪夢》が現実になった」として唸ったという。
朝海浩一郎元駐米大使がかつて「日本にとっての悪夢は、知らぬ間に日本の頭越しに米中が手を握る状態が訪れることだ。」と語っていて、いつか米中接近があるのではという観測はこの当時あったが、まさか本当にある日の朝に起きたら米中が手を握っていたことに愕然とした。ウラル・アレクシス・ジョンソン国務次官は後に日米両国の信頼関係と国益を損なったとキッシンジャーを批判している。
その後、日米繊維交渉が妥結して後の1972年1月に訪米した佐藤首相との会談で、ニクソンは「米中関係は通常の意味での国交正常化ではなく、接触の結果出てくるのは、米中のコミュニケーションのチャンネルであり、雪解けである」と述べている。結局佐藤首相は日中関係の打開には動けず、後継の田中角栄首相がニクソン訪中から7か月後の1972年9月に北京を訪問して日中国交正常化を果たすこととなる。

### ニクソン大統領訪中

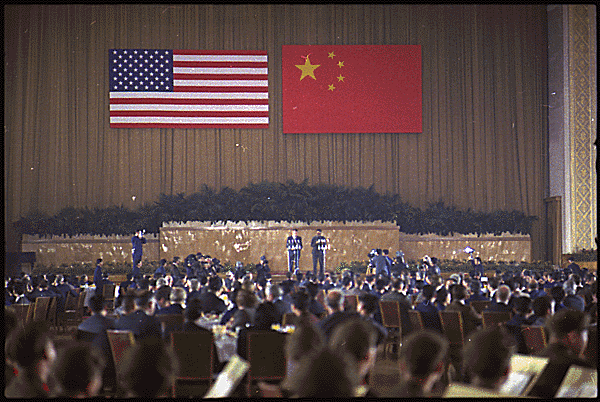
宴席でスピーチするニクソン大統領と周恩来総理。

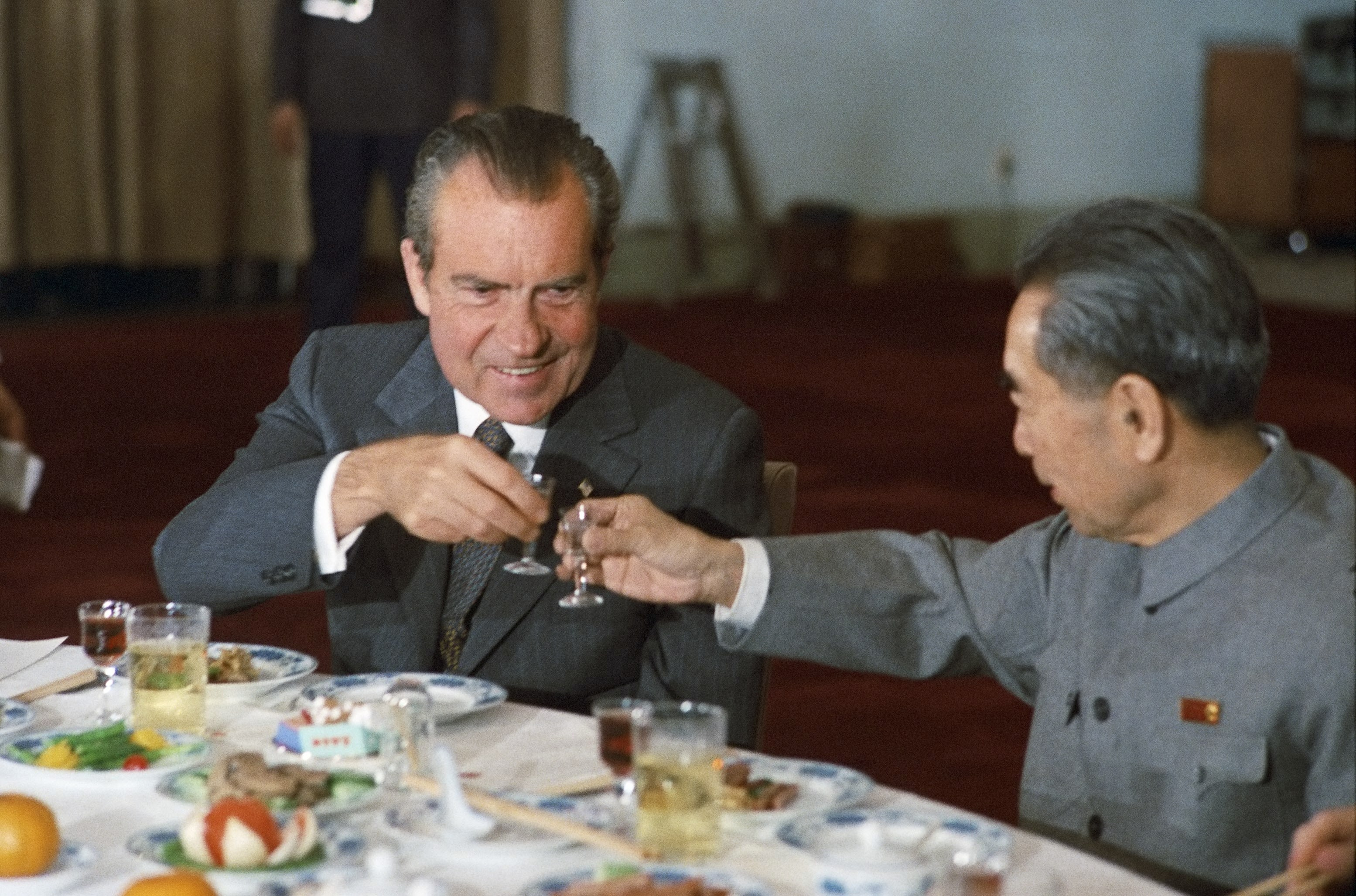
晩餐会でニクソン大統領を歓待する周恩来総理。

そして1972年2月21日にニクソン大統領夫妻は北京を訪問し、北京空港で出迎えの周恩来首相と堅く握手を交わして、第2次大戦後初めて両国首脳が会った。この空港でのニクソン到着の模様はテレビで全世界に同時中継された。1949年10月1日に中華人民共和国が成立した後のアメリカ合衆国大統領の中国大陸訪問はこれが最初であった。その直後すぐにニクソン大統領とキッシンジャー補佐官は中南海で周恩来の同席で毛沢東中国共産党主席と会談した。ニクソンと対面した毛沢東は「我々の共通の旧友、蔣介石大元帥はこれを認めたがらないでしょう」と歓迎した。儀礼的なもので実質の協議は周恩来が取り仕切ることを、誰もが感じていた。最初の会談は初日の18時から全体会議として1時間ほど開かれてその後は晩餐会となった。この晩餐会も世界中に生中継され、最初の実質的な会談となった翌日の首脳会談の冒頭に、周恩来は「大統領の訪問に人々の注目が集まることはいいことです。あなたがいらしたことが無駄ではないことになります」と語り、ニクソンは「歴史上のいかなる時代の人々よりも多くの人々が私たち2人のスピーチを生で聴いたことでしょう」と語っている。
この後、全体会議を除いて周恩来首相と5回にわたって会談を開いた。メインテーマは台湾問題であり、他にインドシナ(ベトナムを含めて)、国交正常化、ソ連、日本及び日米同盟、朝鮮半島、インド・パキスタン問題など多岐にわたった。最終日の共同コミュニケを発表するために前年10月にかなり突っ込んだやり取りをして素案は出来ていたが、この時に揉めたのはアメリカ側の内部で、ロジャーズ国務長官が重要な会議の場を殆ど外されて、また国務省側が殆ど知らされていない内容があったがためにロジャーズが激怒する場面もあった。このキッシンジャーとロジャーズとの確執はその後も尾を引くことになった。

### 上海コミュニケ

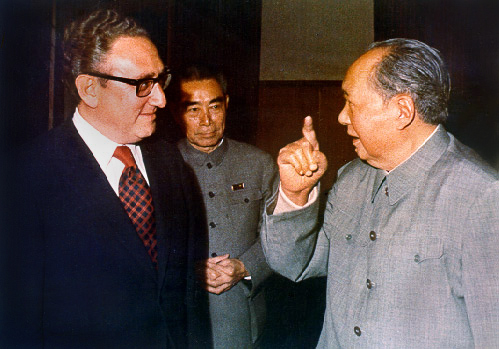
北京で毛沢東と会談するヘンリー・キッシンジャー。

この訪問の最終日2月28日に上海で米中共同コミュニケが発表されて、両国はそれまでの敵対関係に終止符をうち、国交正常化に向けて関係の緊密化に努めることになった。上海コミュニケには両国で一致した内容を出すのではなく、この問題で両国はこのように意見を出し合ったという内容の形式であった。最も難しい問題は台湾問題であった。中国が原則的立場を述べて、一方アメリカは「台湾海峡の両側のすべての中国人がみな、中国はただ1つであり、台湾は中国の一部であると考えていることを≪認識した≫。…この立場に異議を申し立てない。…台湾からすべての武装力と軍事施設を撤去する最終目標を≪確認する≫。…次第に≪削減していく≫であろう。」と記された。アメリカはそれまで蔣介石率いる中華民国政府を中国大陸を統治する正統な政府として、中国共産党政府を承認していなかったが、ニクソンは周恩来に「台湾に関しての5原則」を提示して、
1. 中華人民共和国を唯一正当の政府として認め台湾の地位は未定であることは今後表明しない
2. 台湾独立を支持しない
3. 日本が台湾へ進出することがないようにする
4. 台湾問題を平和的に解決して台湾の大陸への武力奪還を支持しない
5. 中華人民共和国との関係正常化を求める

として台湾から段階的に撤退することを約束している。一方中国側も米台防衛条約については言及しない立場をとった。ニクソンは会談の中で軍隊の撤退は「私の計画の中にある」としていずれは撤退させることを明らかにしていたことでそれ以上には求めなかった。中国側は一方で米台条約の破棄を共同声明に盛り込まないことで譲歩し、他方で米軍の全面撤退を最終目標とするという言質をニクソンから獲得したことで妥協せざるを得なかった。

### 三角外交
このニクソン訪中は朝鮮戦争以来20数年続いた米中の冷戦に終止符を打った歴史的な会談となった。中華人民共和国がアジアの国際政治における主要なプレーヤーとして参加することをアメリカが認めたことは東アジアにおける多極化の現実を受け入れたということである。そしてニクソン政権は「戦略的三角形」を構築して「三角外交」と呼ばれるニクソン政権の対中ソ等距離外交の展開はアメリカの漁夫の利を得るような関係の構築であった。このような戦略的三角形の構築を通してアメリカのヘゲモニーの後退に歯止めをかけて、将来の回復の布石を打った。

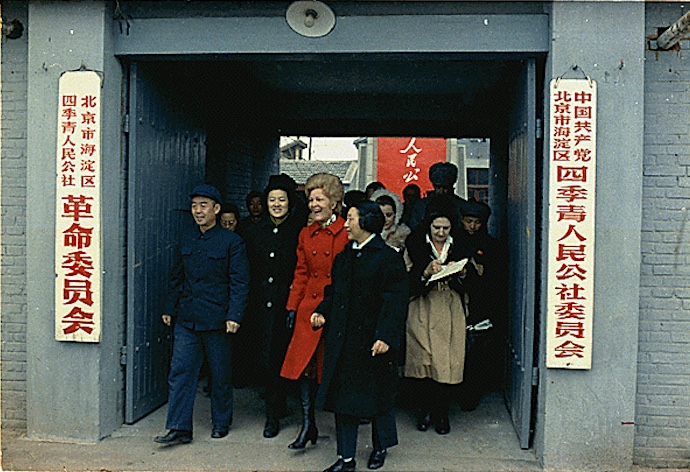
リチャード・ニクソン大統領と共に北京を訪問したパット・ニクソン大統領夫人。

米中の和解は、米ソ関係の進展を促すこととなった。訪中から3か月後の同年5月にニクソンはソ連を大統領としては初めて訪問してそれまで膠着状態であったSALT1(第一次戦略兵器制限協定)とABM(弾道弾迎撃ミサイル)条約を結ぶことに成功して米ソの軍事的関係の安定化を図り、またソ連が要求した全欧安保協力会議の準備とNATOが提案した中央ヨーロッパ相互兵力削減交渉の開始に合意して米ソ間のデタント(緊張緩和)がすすんだ。またアメリカにとって懸案であった北ベトナムとの交渉は翌1973年1月に和平協定が締結されて3月に米軍の完全撤退でアメリカにとってのベトナム戦争はこの時に終わった。
ニクソン訪中から1年後、彼が2期目の大統領の就任式を行った頃には、1期目の4年前には考えられなかったほどアメリカにとって好ましい新たな国際環境が生まれていた。中ソ両国と良好な関係を築いたことで、中ソにとってアメリカが不可欠な存在となる三極構造を作り上げることに成功していた。ニクソンとキッシンジャーの外交が最も花開いた時期であった。

### 国交樹立
ニクソンの後任であるジェラルド・フォード米大統領も訪中し、その後を継いだ民主党のジミー・カーター政権時代の1979年1月にアメリカ合衆国と中華人民共和国の間で国交が樹立された。

## 周辺諸国（地区）への影響

### アメリカ合衆国と中華民国（台湾）の関係
米中国交樹立後も1979年4月10日に「台湾関係法」がアメリカ議会で可決されて中華民国（台湾）をアメリカが援助する関係はその後も続けることとなった。これは議会での保守派の巻き返しでもあり、アメリカは中華民国（台湾）と事実上の軍事同盟関係にあり、1996年に中国国民党の一党支配から転換し、総統を民主選挙で選ぶ時代になって、議会制民主主義体制を取る自由民主主義国である中華民国が（中華人民共和国による）軍事的脅威にさらされた場合は、カーター政権下で制定した「台湾関係法」に基づき、中華民国（台湾）を助けることとなっている。
実際に、1996年に行われた同国の総統選挙に伴い、中華人民共和国の中国人民解放軍が自由選挙への恫喝として軍事演習を強行し、基隆沖海域にミサイルを撃ち込むなどの威嚇行為を行った際には、アメリカ軍はこれに対して台湾海峡に空母機動艦隊を派遣し、同国のウォーレン・クリストファー国務長官は「アメリカは必要な場合には、台湾を助けるために台湾に近づく」と中華人民共和国に対して警告した。
ニクソンとキッシンジャーが思い描き、現実となったアメリカ合衆国台湾防衛司令部の廃止と在台米軍の撤退で東アジアでの軍事バランスが極端に傾くことは回避された。

### 中華人民共和国とベトナムの関係
ニクソン大統領はベトナム戦争からの「名誉ある撤退」を目指していたが、その裏にはアメリカの威信を傷つけず、アメリカの利益を損なう状況は避ける目的もあった。
訪中から3か月後、講和条件を有利にすべくニクソン大統領は北爆を再開させ（ラインバッカーI作戦）、アメリカ空軍は第二次世界大戦における対日戦以来の本格的な戦略爆撃を行う事を決定し、軍民問わない無差別攻撃を採用した。圧倒的な航空戦力を使って「ホーチミン・ルート」を遮断し、さらに続くラインバッカーII作戦でハノイやハイフォン港の区域は完全に焼け野原になり、軍事施設だけでなく電力や水などの生活インフラストラクチャーにも大きな被害を与えた。北ベトナムは弾薬や燃料が払底、継戦不能な事態に陥った。この空爆や機雷封鎖により、北ベトナム軍では小規模だった海軍と空軍がほぼ全滅し、絶え間ない北爆とアメリカ陸空軍による物量作戦の結果、ホーチミン・ルートは多くの箇所で不通になっており、前線部隊への補給が滞りがちになった北ベトナムは崩壊の一歩手前に追い込まれた。アメリカ軍による空爆は、北ベトナム国民に大量の死傷者を出し、北ベトナム軍と国民にも少なからず厭戦気分を植え付けた。北ベトナムにとって幸いなことに、クリスマス休暇中による再度の北爆は、国際社会の轟々たる批難と反発を受け、短期間で中止されたが、ニクソンの目論見通り、この空爆の成功は、北ベトナムを戦闘不能な状態に持ち込み、北ベトナムを講和交渉に応じざるを得ない立場に追い込む事に成功した。大打撃を受けた北ベトナムはこのニクソン政権の大規模な武力行使を中国の了解を得たものとして解釈して「自国に対する中国の裏切り行為」と受け止めた。
1973年1月にアメリカとの和平協定が成立し、3月末にアメリカ軍はすべてベトナムから撤退したものの、中国人民解放軍は翌1974年1月に南北ベトナム間の戦線から遠く離れた西沙諸島に駐留する南ベトナム軍を宣戦布告なしに奇襲攻撃し（西沙諸島の戦い）、独立以来の南ベトナム領で当時石油などの地下資源があると推測されていた西沙諸島一帯を占領し、後に領有権問題となった。
1975年4月30日にサイゴンが陥落して南北ベトナムを統一したベトナム社会主義共和国の隣国カンボジアでは、ニクソン政権が支援したロン・ノルのクーデターで中国に追われたノロドム・シハヌーク国王を利用して中国共産党と民衆の支持を得たクメール・ルージュがカンボジアを恐怖政治で支配し、民主カンプチアの独裁者ポル・ポトはベトナム領内でバチュク村の虐殺も行ってベトナムに敵対的だった。1978年にソ越友好協力条約を締結してベトナムはソビエト連邦に接近し、カンボジア・ベトナム戦争でポル・ポト政権が打倒されたことによる1979年の中越戦争でインドシナ半島は中国とベトナムが対立する時代に入った。1984年に中越国境紛争、1988年にスプラトリー諸島海戦も起き、カンボジアからベトナムが撤退する1989年までアメリカと中国と東南アジア諸国連合（ASEAN）はクメール・ルージュとシハヌーク国王派、ロン・ノル派の流れをくむソン・サン派の反ベトナム三派によって設立された「民主カンプチア連合政府（en）」を支援してカンボジア内戦は続いた。
ベトナムは、今日ではかつてベトナム戦争で戦った敵国アメリカとの関係改善が進み、同盟国であった中国と領有権問題で対立している。